# Врхника-при-Ложу
Врхніка при Ложу (словен. Vrhnika pri Ložu) — поселення в общині Лошка Долина, Регіон Нотрансько-крашка, Словенія. Висота над рівнем моря: 582,3 м.